# Luceau
Luceau é uma comuna francesa na região administrativa da Pays de la Loire, no departamento de Sarthe. Estende-se por uma área de 18,77 km². Em 2010 a comuna tinha 1 255 habitantes (densidade: 66,9 hab./km²).